# 发城镇
发城镇，是中华人民共和国山東省烟台市海阳市下辖的一个乡镇级行政单位。区域面积143.23平方千米。

## 行政区划
发城镇下辖以下地区：
发城村、程沟村、王家山后村、上上都村、龙庄沟村、上山东夼村、姜家涝泊村、下上都村、姜家山后村、后埠前村、大山东夼村、黄龙夼村、西坊坞村、东坊坞村、西菜园村、西夏屋庄村、中夏屋庄村、东夏屋庄村、东菜园村、忠厚村、项家涝泊村、东北涝泊村、古家兰村、芦头泉村、河南村、前埠前村、长宇村、多英村、亭子口村、上屋庄村、矿山村、南柳村、洪沟村、栾家村、北姜格庄村、现子口村、倪格庄村、湖西村、北埠后村、吉林村、后儒林庄村、中儒林庄村、苍山村、前儒林庄村、西宋格庄村、东宋格庄村、北槐树底村、铁口村、前寨后村、东车格庄村、珠旺村、南埠后村、榆山后村、北卧龙村、吉格庄村、西车格庄村、北楼底村、八夼村、黄连夼村、皇王寨村、梁家庄村、榆山夼村和西土堆头村。

## 人口
2010年中国第六次人口普查时，发城镇共有人口38677人。共有家庭14793户，平均每户2.60人。14岁以下的少年儿童共3639人，占总人口9.408%；15-64岁人口共29506人，占总人口76.28%；65岁及以上的老年人共5532人，占总人口的14.30%。男性共计19671人，占总人口50.85%；女性共计19006，占总人口49.14%。本地居住的人口中，拥有本地户籍的人口为38029人，占98.32%。